# 阿爾扎馬斯

纹章

阿爾扎馬斯（俄语：Арзама́с）是俄羅斯下諾夫哥羅德州的一個城市，位於喬沙河畔，莫斯科—喀山鐵路線上。2024年時人口為103.629人。
1578年開埠，1781年設市。
55°23′00″N 43°48′00″E / 55.3833°N 43.8°E